# Saint-Jeoire
Saint-Jeoire é uma comuna francesa na região administrativa de Auvérnia-Ródano-Alpes, no departamento da Alta Saboia. Estende-se por uma área de 22.75 km². Em 2010 a comuna tinha 3 433 habitantes (densidade: 150,9 hab./km²).